# Zap Jr. High
Zap Jr. High (Frans: Zap Collège) is een Franse animatieserie geproduceerd door Alphanim en gebaseerd op de stripboeken Zap Collège van Téhem en Gildo. De serie is in het Nederlands vertaald door Christa Lips en Cynthia de Graaff.

## Verhaal
Julius Poelgeest (Jean-Eudes Prunier) is de zoon van de Minister van Onderwijs. Hij is een goed opgeleide, jonge tiener, die niet kiest voor een privé opleiding, maar besluit zich te mengen met de kinderen uit zijn buurt op de Cliff Richard School (Collège Claude François), een goedkope school aan de arme zijde van de stad.
De serie gaat over een groepje kinderen die er alles aan doen om bij elkaar te blijven, ondanks hun (grote) verschillen. Julius en zijn vrienden stellen het systeem steeds weer op de proef en hebben nooit een gebrek aan grappige ideeën om de kwaliteit van hun dagelijks leven te verbeteren, zoals het constant blijven voorstellen van schooluitjes, het vinden van een manier tot gewichtsvermindering van hun schooltas of zelfs het laten herschrijven van de schoolregels.
Door het gebrek aan geld op school, de maffe leraren en het losbandige gedrag van de studenten zelf, krijgt elk nieuw idee op de Cliff Richard School al snel een onverwachte wending. Gebaseerd op alle tienerproblemen is Zap Jr. High een komische animatieserie met een vleugje absurde humor.

## Personages
| Franse naam        | Nederlandse naam | Stemacteur Nederlandstalige nasynchronisatie |
| ------------------ | ---------------- | -------------------------------------------- |
| Jean-Eudes Prunier | Julius Poelgeest |                                              |
| Ecoline            | Nicolien         |                                              |
| Hayat              | Hetty            | Nathalie Haneveld                            |
| Victor             | Victor           |                                              |
| Eddy               | Eddy             | Stephan Holwerda                             |